# Ремилитаризация Рейнской области
Ремилитаризация Рейнской области — действия Германии в 1936 году по ликвидации Рейнской демилитаризованной зоны, пример успешного балансирования на грани войны.

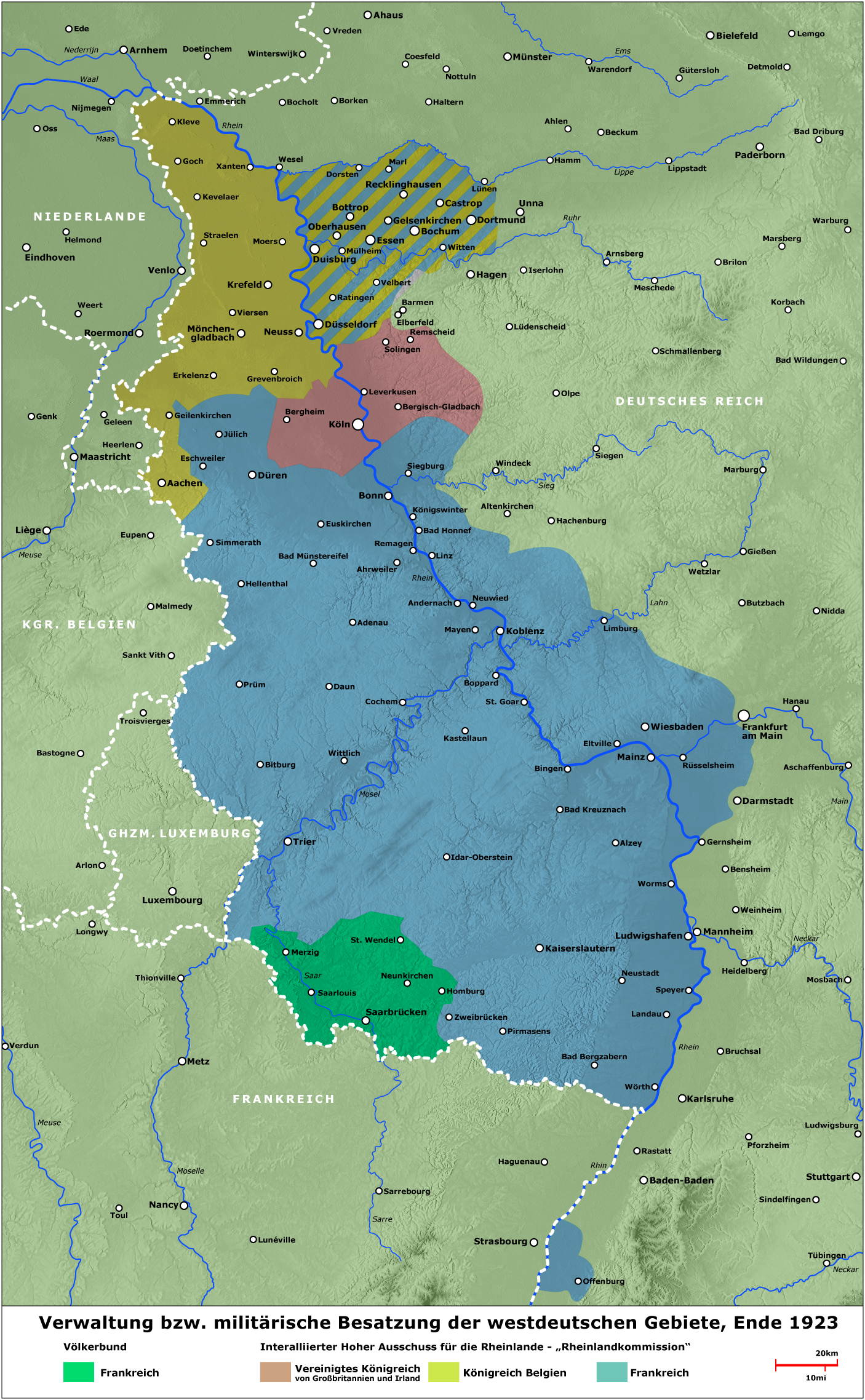
Зоны оккупации Рейнской области в 1923 г.: бельгийская — жёлтый, британская — красный, французская — синий, территория Саара — зелёный

## Подготовка Германии
В 1936 году Канцлер Третьего рейха и фюрер немецкого народа Адольф Гитлер принял решение о ремилитаризации Рейнской области. Первоначально он планировал произвести её в 1937 году.
Некоторые обстоятельства, прежде всего, ратификация французско-советского пакта 1935 года, позволили ему ускорить события. Гитлер сумел подать свою провокацию как защитную инициативу против «окружения» враждебными государствами. Среди других обстоятельств, повлиявших на решение Гитлера, называют возможность получения французской армией лучшего вооружения в 1937 году, только что произошедшее падение правительства Франции и назначение там временного правительства, экономические проблемы в самой Германии, требовавшие внешнеполитического успеха для восстановления популярности режима, итало-эфиопскую войну, разрушившую «Фронт Стрезы».
12 февраля 1936 года Гитлер провёл встречу, в которой участвовали министр иностранных дел Константин Нейрат и посол по особым поручениям Иоахим фон Риббентроп. Обсуждалась возможная реакция великих держав на ремилитаризацию Рейнской области. Нейрат поддержал ремилитаризацию, но настаивал на проведении дополнительных переговоров, в то время как Риббентроп настаивал на немедленной односторонней ремилитаризации.
В тот же день Гитлер проинформировал военного министра фельдмаршала Вернера фон Бломберга о своем решении. Гитлер также потребовал от главы вооружённых сил, генерала Вернера фон Фрича, справки о том, сколько времени потребуется на переправку в Рейнскую область нескольких пехотных батальонов и артиллерийской батареи. Фрич сообщил, что ему на это потребуется три дня. При этом он выразил мнение, что германская армия не в состоянии вести вооруженную борьбу против французов, и высказался за продолжение переговоров. Начальник Генерального Штаба, генерал Людвиг Бек предупредил Гитлера, что германские войска не смогут отбить возможную французскую атаку. Гитлер заверил Фрича, что немецкие войска покинут Рейнскую область, если дело дойдет до ответной французской атаки. Операция получила кодовое название «Зимнее Упражнение». В то же время Нейрат спешно разрабатывал пространные дипломатические документы, которые должны были оправдать ремилитаризацию Рейна. Её подавали мировому сообществу в качестве «ответной реакции» на франко-советский пакт. Нейрат советовал Гитлеру ввести в Рейнскую область минимальное количество солдат, с тем, чтобы Британия и Франция не могли начать войну, сославшись на «вопиющее нарушение» условий Локарно (оба государства обязывались предпринять активные действия только в случае «вопиющих нарушений»). В заявлении, подготовленном Нейратом для иностранной прессы, ремилитаризация описывалась в качестве вынужденного шага, на который Германия пошла с большой неохотой из-за ратификации франко-советского пакта. Заявление также намекало на готовность Германии вернуться в Лигу Наций после того, как все смирятся с ремилитаризацией.
13 февраля в германском посольстве в Лондоне состоялась встреча принца Бисмарка с главой центрального департамента британского МИДа Ральфом Уигрэмом. Он констатировал, что британская сторона хочет «рабочего соглашения» о запрете воздушных бомбардировок и в обмен на подобное соглашение готова пересмотреть условия Локарно и Версаля в пользу Германии . 22 февраля в Риме Бенито Муссолини, обозленный наложенными на него Лигой Наций санкциями в наказание за агрессию в Эфиопии, заявил германскому послу, что в случае ремилитаризации Германией Рейнской области он не будет придерживаться условий соглашений в Локарно. Впрочем, позиция Муссолини не имела решающего значения: его армия была скована в Эфиопии, и у Италии и Третьего Рейха на тот момент не было общей границы.
Историки ведут давние дебаты, темой которых является соответствие решения о ремилитаризации Рейнской области в 1936 году долгосрочными целям Гитлера. Те из них, которые поддерживают «умышленную» интерпретацию нацистской внешней политики — Клаус Хильдебранд и Андреас Хиллгрубер, говорят о существовании нем. Stufenplan (поэтапного плана) завоевания мира. Те, кто придерживаются «функциональной» интерпретации, утверждают, что ремилитаризация была частью спонтанного ответа на серьёзные экономические проблемы, с которыми режим столкнулся в 1936 году. Ремилитаризация, в их толковании, была для нацистов простым и дешёвым путём повышения популярности режима. Хильдебранд отмечает, что оба этих толкования не обязательно являются взаимоисключающими. Он утверждает, что у Гитлера действительно существовал общий план по достижению мирового господства, но конкретные детали этого плана могли быть предметом импровизации, и их исполнение зависело от тех факторов, которые сам Гитлер контролировать был не в состоянии.

## Ввод войск
На рассвете 7 марта 1936 года 19 пехотных батальонов германской армии и несколько военных самолётов были переброшены в Рейнскую область. Они достигли Рейна в 11 часов утра, и три батальона переправились на западный берег. После того как германские разведывательные самолёты отметили концентрацию тысяч французских солдат на границе, генерал Бломберг умолял Гитлера немедленно отдать приказ об отводе войск. Гитлер спросил, перешли ли французы границу. Получив ответ, что они этого не сделали, он заверил Бломберга, что этого и не произойдёт. В отличие от Бломберга, который всё время очень нервничал, Нейрат на протяжении всего кризиса оставался очень спокойным и горячо убеждал Гитлера поддерживать жёсткий курс.
Генерал Гудериан на допросе французскими офицерами после окончания Второй мировой войны сказал: «Если бы вы, французы, вмешались в Рейнской области в 1936, мы бы проиграли всё, и падение Гитлера было бы неизбежным».
Сам Гитлер сказал: «48 часов после марша в Рейнскую область были самыми изматывающими в моей жизни. Если бы французы вошли в Рейнскую область, нам пришлось бы ретироваться с поджатыми хвостами. Военные ресурсы, находившиеся в нашем распоряжении, были неадекватны даже для оказания умеренного сопротивления».

## Международная реакция

### Франция
Наиболее туманными как для современников, так и для историков были причины французского бездействия. До открытия французских архивов в середине 1970-х годов господствовало мнение о «психологической неготовности» французов к большой войне, несмотря на то, что Франция могла мобилизовать сто дивизий в течение нескольких дней. Наиболее ярко эта точка зрения выражена Уильямом Ширером в классической работе «Взлёт и Падение Третьего рейха». Историки, получившие возможность изучить соответствующие французские архивы, такие, как американец Стефен Шукер, обвиняют Ширера в «любительском подходе к истории». Они полагают, что главным фактором, парализовавшим французскую политику, была экономическая ситуация. Шеф французских вооружённых сил, генерал Морис Гамелен, проинформировал правительство, что стоимость удаления германских сил из Рейнской области, которое потребовало бы мобилизации, составит 30 миллионов франков в день .
В этот же период, с конца 1935 года, Франция находилась в глубоком экономическом кризисе. Казначейство заявляло, что может поддержать курс франка по отношению к доллару и фунту лишь за счёт заимствований на внешних финансовых рынках. Франция находилась накануне выборов, намеченных на весну 1936 года. Французская публика была в ужасе от возможной девальвации франка, и премьер временного правительства Альбер Сарро считал девальвацию неприемлемой. В любом случае, страх перед большой войной из-за ремилитаризации Рейнской области привёл к оттоку денежных средств из Франции и бегству инвесторов. 18 марта Вилфрид Баумгартнер, заместитель министра финансов, доложил правительству, что Франция является банкротом. Лишь отчаянные меры по выбиванию краткосрочных займов из французских банков спасли страну от неминуемого дефолта. Французское правительство опасалось, что мобилизация и полномасштабная война приведут к экономическому краху.
Немедленно после известия о ремилитаризации французский министр иностранных дел Пьер Фланден вылетел в Лондон для консультаций с британским премьером Стенли Болдуином. Правительство Франции издало декларацию, в которой в самых сильных выражениях осудило ввод германских войск. Декларация также содержала намёк на возможную ответную военную акцию. Болдуин спросил Фландена, каковы намерения его правительства, на что тот ответил, что пока ничего ещё не решено. Фланден вылетел обратно в Париж для «консультаций с правительством». Результатом консультаций стало французское заявление следующего содержания: «Франция предложит все свои ресурсы в распоряжение Лиги Наций для недопущения нарушения положений всех Договоров». Поскольку Франция уже приняла решение о том, что мобилизации не будет, то Рейнскую провокацию Гитлера было решено использовать для получения от Британии «континентального обязательства» (то есть обязательства Британии послать крупные сухопутные силы на континент в случае серьёзного вооружённого конфликта). Французская стратегия заключалась в том, чтобы продемонстрировать готовность к большой войне из-за Рейнской области, а затем вынудить Британию, с готовностью сыгравшую роль «умиротворителя», дать вышеозначенное «обязательство» в качестве компенсации за сдержанность, проявленную Францией. Последовавший лондонский визит Фландена канадский историк Роберт Янг назвал «представлением всей его жизни». Разъярённый французский министр открыто угрожал Германии войной, чем напугал не только британскую принимающую сторону, но и собственных военных, которые не были в курсе хитроумного плана французского МИДа. Они обратились к правительству с просьбой «попридержать» министра. 19 марта под напором Фландена, утверждавшего, что Франция ничего не получила взамен на «сдержанность», правительство Британии издало туманное заявление, в котором безопасность Британии связывалась с безопасностью Франции. Начались переговоры представителей генеральных штабов Британии и Франции, хотя и в очень ограниченных рамках. Несмотря на разочарование, французы полагали, что они достигли «ценного» результата. «Континентальное обязательство» было целью французской внешней политики начиная с 1919 года и считалось единственным барьером, который мог остановить германский экспансионизм. Главнокомандующий французской армии генерал Гамелен заявил британскому атташе: «Франция в состоянии вести собственные битвы и послать помощь Бельгии, но только при условии, что она знает о неминуемом прибытии Британского экспедиционного корпуса. Отсутствие британских сил приведёт к тому, что Франция будет вынуждена пересмотреть своё отношение к своим гарантиям в отношении Бельгии, и оставит Бельгию наедине с врагом. Это, в свою очередь, приведёт к тому, что Германия получит в своё распоряжение авиационные базы и ресурсы для налётов на Британию, что не может оставить последнюю равнодушной». Объективно, ремилитаризация Рейнской области привела к тому, что Франция потеряла последнее преимущество, которое она получила в результате Версальского мира. Франция более не могла с лёгкостью занять Рейнскую область и создать реальную угрозу Рурскому промышленному району в случае, если бы она сочла действия Германии угрожающими.

### Великобритания
Британские реакции характеризуются как «смешанные». Наибольшую известность получило высказывание лорда Лотиана (позднее — посол Британии в США): «В конце концов, немцы всего лишь зашли в свой огород». Бернард Шоу сказал нечто подобное, отметив, что оккупация Рейнской области «ничем не отличается от оккупации англичанами Портсмута». Член палаты общин Гарольд Никольсон записал в своем дневнике 23 марта: «Настроения в парламенте ужасно прогерманские. Все боятся войны». Во время Рейнского кризиса в Британии не произошло ни одного ралли или демонстрации протеста. Наоборот, были организованы несколько демонстраций, требовавших «поддержания мира» и «недопущения применения военной силы на континенте». Плача, премьер-министр Стэнли Болдуин говорил, что у Британии «нет достаточных ресурсов», чтобы остановить германцев, и что в любом случае «общественное мнение» не поддержит военную акцию на континенте. Министр иностранных дел Энтони Иден настаивал на том, чтобы Франция не предпринимала военной акции. Вместо этого он надеялся уговорить Гитлера вывести войска из Рейнской области, оставив там лишь «символический контингент», после чего заново приступить к переговорам.
Дополнительный фактор, весьма повлиявший на британскую политику — позиция доминионов. Высшие комиссары всех доминионов в Лондоне высказались против военной акции для восстановления демилитаризованного статуса Рейнской области. Особенно горячо против войны высказывались представители Южной Африки и Канады. Руководство Британии помнило о той огромной роли, которую сыграли доминионы в ходе первой мировой войны, и осознавало, что поддержка доминионов не будет автоматической.
Британцы не были очень несчастливы и от того, что «Германия лишила нас возможности пойти на уступки», избрав одностороннюю акцию, и от того, что они были вынуждены пойти навстречу французам и согласиться на переговоры генштабов. Министр внутренних дел Джон Саймон написал Идену и Болдуину о французах: «Теперь они нас накрепко к себе привязали и могут спокойно ждать коллапса переговоров. В подобных обстоятельствах Франция продолжит оставаться такой же эгоистичной и свиноголовой, какой Франция была всегда. Перспективы соглашения с Германией становятся всё более слабыми». Переговоры, впрочем, продлились лишь пять дней. Они возобновились лишь в феврале 1939 года. Тем не менее Британия никогда не отказывалась от своей «гарантии» безопасности Франции, от связи безопасности Франции и безопасности Британской империи. Следующая «гарантия» была дана Невилем Чемберленом лишь Польше 31 марта 1939 года. В межвоенный период Британия рассматривала вопросы о подобного рода «гарантиях» с чрезвычайной неохотой, опасаясь, что они могут вовлечь страну в ненужную и нежеланную войну. В 1925 году министр иностранных дел Остин Чемберлен заявил, что «Польский Коридор не стоит костей одного британского гренадера».
Парадокс, однако, заключался в том, что безопасность Франции, создавшей санитарный кордон и давшей гарантии восточноевропейским государствам, была теперь связана с безопасностью Британии. Агрессия Германии против восточноевропейских государств влекла за собой франко-германскую войну, в которую неизбежно была бы вынуждена вступить Британия. Таким образом, «гарантия» 19 марта была выдана не только Франции, но и, хотя бы и косвенно, восточноевропейским государствам. Именно это стало причиной того, что Британия была втянута в центральноевропейский кризис 1938 года. Заключенный в 1924 году договор между Чехословакией и Францией означал, что война между Чехословакией и Германией автоматически превращается во франко-германскую войну. Если бы подобное событие произошло, Британия оказалась бы под сильным давлением из-за заявления и «гарантии» 19 марта 1936 года. Именно поэтому Британия была вынуждена участвовать в разрешении кризиса несмотря на то, что считала, что он прямо её не касается. Во время обсуждения Рейнского кризиса в комитете по внешним делам палаты общин 12 марта только Уинстон Черчилль высказался за «скоординированные действия» и помощь Франции, которая должна была бросить вызов ремилитаризации.

### Бельгия
Бельгия заключила союз с Францией в 1920 году, но после ремилитаризации Бельгия снова выбрала нейтралитет. 14 октября 1936 года король Бельгии Леопольд III сказал в своей речи:
"Повторная оккупация Рейнской области, положившая конец Локарнскому соглашению, почти вернула нас к нашему международному положению до войны… Мы должны следовать политике исключительно бельгийской. Политика должна быть направлена исключительно на то, чтобы поставить нас вне раздоров с нашими соседями".
Поскольку лидеры Германии хорошо знали, что ни Великобритания, ни Франция не нарушат нейтралитет Бельгии, декларация о нейтралитете Бельгии фактически означала, что больше не было опасности наступления союзников на Западе, если Германия начнёт новую войну, поскольку немцы теперь были заняты строительством Линии Зигфрида вдоль своей границы с Францией. Напротив, как и до 1914 года, лидеры Германии были полностью готовы нарушить нейтралитет Бельгии. Нейтралитет Бельгии означал, что между бельгийскими военными и военными других стран не могло быть штабных переговоров, и это означало, что, когда немецкие войска вторглись в Бельгию в 1940 году, не было никаких планов по координации передвижения бельгийских войск с войсками Франции и Великобритании, что дало немцам фору в их наступлении.

### Польша
Польша объявила, что франко-польский военный союз, подписанный в 1921 году, будет соблюдаться, хотя договор предусматривал, что Польша окажет помощь Франции только в случае вторжения во Францию. В то же время, когда полковник Бек заверял французского посла Леона Ноэля в его приверженности франко-польскому союзу и готовности Польши встать на сторону Франции, он также говорил немецкому послу графу Хансу-Адольфу фон Мольтке, что, поскольку Германия не планировала вторжение во Францию, франко-польские войска будут вынуждены отступить. — Союз с Польшей не вступил бы в силу, и Польша ничего не предприняла бы, если бы Франция действовала. Бек специально подчеркнул Мольтке, что Польше не было позволено подписать Локарно и она не будет воевать за Локарно, и что как один из авторов германо-польского пакта о ненападении 1934 года, он был другом рейха. Бек сказал Мольтке 9 марта, что его обещание начать войну с Францией «на практике не имело эффекта», поскольку оно вступало в силу только в том случае, если немецкие войска вторгнутся во Францию. Вайнберг писал, что «двуличие» Бека во время рейнского кризиса заключалось в том, что он говорил немецкому и французскому послам разные вещи о том, что будет делать Польша. Впрочем, такая политика «… ничего не сделала для личной репутации Бека и сопряжена с огромными рисками …» для Польши. Польша согласилась мобилизовать свои силы, если Франция сделает это первой, однако они воздержались от голосования против ремилитаризации в Совете Лиги Наций.

### США
Во время Рейнского кризиса изоляционистское американское правительство придерживалось строгой политики бездействия «руки прочь». Во время кризиса президент Франклин Д. Рузвельт отправился в «дипломатически удобную» длительную поездку на рыбалку во Флориду, чтобы избежать необходимости отвечать на вопросы журналистов о том, что его администрация планирует предпринять в ответ на кризис в Европе. Общее настроение в правительстве США было выражено Трумэном Смитом, американским военным атташе в Берлине, который написал, что Гитлер стремился только положить конец французскому господству в Европе, а не уничтожить Францию как державу. В докладе Смита делался вывод: «Версаль мёртв. Возможно, произойдет немецкая катастрофа и будет новый Версаль, но это не будет тот Версаль, который тёмной тучей навис над Европой с 1920 года».

### Советский Союз
Публично советское правительство заняло решительную позицию, осудив произошедшее в Германии как угрозу миру. В то же время, когда советский комиссар иностранных дел Максим Литвинов выступал с речами перед Генеральной Ассамблеей Лиги Наций, восхваляя коллективную безопасность и призывая мир противостоять гитлеровскому перевороту, советские дипломаты в Берлине говорили своим коллегам в МИД Германии о своем желании улучшить коммерческие отношения, которые, в свою очередь, могли бы привести к улучшению политических отношений. Сразу после ремилитаризации советский премьер Вячеслав Молотов дал интервью швейцарской газете Le Temps, намекнув, что Советский Союз хотел улучшения отношений с Германией. В апреле 1936 года Советский Союз подписал торговый договор с Германией, предусматривающий расширение германо-советской торговли. Серьезной проблемой для Советского Союза при вступлении в войну с Германией было отсутствие общей германо-советской границы, что потребовало бы от польского и румынского правительств предоставления права транзита Красной Армии. Несмотря на их заявленную готовность сотрудничать с вермахтом, Наркоминдел имел тенденцию вести переговоры с поляками и румынами о правах на транзит в случае войны таким образом, чтобы предположить, что они хотели провала переговоров, предполагая, что советская жесткая линия в отношении Германии была просто позерством. Румыны и даже в большей степени поляки выразили большое опасение, что, если Красной Армии будут предоставлены транзитные права на въезд в их страны по пути борьбы с Германией, они не смогут покинуть их после окончания войны; Наркоминдел не смог предоставить убедительных заверений по этому вопросу.

### Лига Наций
Когда Совет Лиги Наций заседал в Лондоне, единственным делегатом, поддержавшим санкции против Германии, был Максим Литвинов, представитель Советского Союза. Хотя Германия больше не была членом Лиги, Риббентропу разрешили выступить с речью перед Ассамблеей Лиги 19 марта, где он попытался оправдать действия Германии как нечто навязанное рейху франко-советским пактом, и предупредил, что будут серьезные экономические последствия для тех государств, которые проголосовали за введение санкций в отношении Германии. К 1936 году ряд стран Восточной Европы, Скандинавии и Латинской Америки, экономика которых сильно пострадала от Великой депрессии, стали очень зависимыми от торговли с Германией, чтобы сохранить свои экономики на плаву, что означало, что только по экономическим причинам ни одно из этих государств не хотело обидеть Германию. Президент Эквадора Федерико Паес выступил с речью, в которой объявил идею санкций против рейха «бессмысленной». В то время Министерство иностранных дел Великобритании подсчитало, что Великобритания, Франция, Румыния, Бельгия, Чехословакия и Советский Союз были единственными странами во всем мире, готовыми ввести санкции против Германии. Послы Швеции, Дании, Норвегии, Польши, Голландии, Греции, Швейцарии, Турции, Чили, Эстонии, Португалии, Испании и Финляндии при Лиге дали понять, что они рассматривают санкции в отношении Германии как «экономическое самоубийство» для своих стран. Муссолини, который всё ещё был зол на санкции Лиги, применённые против Италии, выступил с речью, в которой он ясно дал понять, что он определенно не присоединится ни к каким санкциям против Германии за ремилитаризацию Рейнской области. Осенью 1935 года Британия смогла добиться от Лиги введения ограниченных санкций против Италии, но к поздней зиме 1936 года идея введения широких санкций против Германии, экономика которой в четыре раза превышала итальянскую, превратила Германию в «экономического спрута», чья щупальца были повсюду по всему миру — это было немыслимо для остального мира. Более того, чтобы санкции сработали, к ним должны были присоединиться Соединённые Штаты. В 1935 году американское правительство заявило, что, поскольку США не являются членом Лиги, они не будут соблюдать санкции Лиги в отношении Италии, что вряд ли было обнадеживающим прецедентом для идеи о том, что США присоединятся к введению санкций в отношении Германии. Аргентина заявила, что проголосует за санкции против Германии только в том случае, если Соединённые Штаты пообещают присоединиться. Совет заявил, хотя и не единогласно, что ремилитаризация представляет собой нарушение Версальского и Локарнского договоров. Гитлеру предложили спланировать новую схему обеспечения европейской безопасности, и он ответил, заявив, что у него «нет территориальных претензий в Европе» и он хочет заключить с Великобританией и Францией пакт о ненападении сроком на 25 лет. Однако, когда британское правительство дополнительно запросило этот предлагаемый пакт, они не получили ответа.

## Последствия
Ремилитаризация решительно изменила баланс сил в пользу Германии. Надежность Франции в противостоянии немецкой экспансии или агрессии оставалась под сомнением. Военная стратегия Франции была исключительно оборонительной и не имела ни малейшего намерения вторгнуться в Германию, но планировала защищать линию Мажино. Неспособность Франции направить даже одно подразделение в Рейнскую область продемонстрировала эту стратегию остальной Европе.
Потенциальные союзники в Восточной Европе больше не могли доверять союзу с Францией, которой нельзя было доверять в сдерживании Германии угрозой вторжения, а без такого сдерживания союзники были бы беспомощны в военном отношении.
Бельгия отказалась от своего оборонительного союза с Францией и вернулась к своей зависимости от нейтралитета во время войны. Пренебрежение Франции расширить линию Мажино, чтобы прикрыть бельгийскую границу, позволило Германии вторгнуться именно туда в 1940 году.
Муссолини выступил против немецкой экспансии, но поскольку теперь он понял, что сотрудничество с Францией бесперспективно, он начал поворачиваться в сторону Германии. Все союзники Франции были разочарованы, и даже папа Пий XI сказал французскому послу: «Если бы вы отдали приказ о немедленном продвижении 200 000 человек в зону, оккупированную немцами, вы оказали бы всем огромную услугу».
После ремилитаризации Рейнской области Германия начала строительство Линии Зигфрида, что означало, что в случае нападения Германии на какое-либо из государств санитарного кордона способность Франции угрожать вторжением теперь была ограничена. Влияние ремилитаризации на баланс сил было таким, что президент Чехословакии Эдвард Бенеш даже всерьез рассматривал возможность отказа от союза с Францией и поиска сближения с Германией. Он отказался от этой идеи только после того, как стало ясно, что ценой сближения будет фактическая потеря независимости Чехословакии.
Аналогичным образом, король Румынии Кароль II пришел к выводу, что Румынии, возможно, придется отказаться от своего союза с Францией и согласиться с переходом его страны из французской сферы влияния в германскую.

Когда Уильям Кристиан Буллит-младший, недавно назначенный американским послом во Франции, посетил Германию в мае 1936 года и встретился там с бароном фон Нейратом. 18 мая 1936 года Буллит доложил президенту Франклину Рузвельту:
"Фон Нейрат сказал, что политика правительства Германии заключалась в том, чтобы не предпринимать ничего активного во внешних делах, пока «Рейнская область не будет переварена». Он пояснил, что имел в виду, что до тех пор, пока немецкие укрепления не будут построены на границах Франции и Бельгии, правительство Германии будет делать всё возможное, чтобы предотвратить, а не поощрять нацистскую вспышку в Австрии, и будет проводить спокойную линию в отношении Чехословакии. «Как только наши укрепления будут построены и страны Центральной Европы поймут, что Франция не может по своей воле вторгнуться на территорию Германии, все эти страны начнут совершенно по-другому относиться к своей внешней политике и сформируется новая группировка», — сказал он".
С 15 по 20 июня 1936 года начальники штабов Малой Антанты Чехословакии, Румынии и Югославии встретились, чтобы обсудить изменившуюся международную ситуацию. Они решили сохранить свои нынешние планы войны с Венгрией, но пришли к выводу, что теперь, когда Рейнская область ремилитаризована, мало надежды на эффективные действия Франции в случае войны против Германии. Встреча завершилась выводом о том, что теперь в Восточной Европе осталось только две великие державы (Германия и Советский Союз), и лучшее, на что можно надеяться, — это избежать новой войны, которая почти наверняка означала бы потерю независимости их малых народов, независимо от победителя.
Вайнберг писал, что позиция всей немецкой элиты и большей части немецкого народа заключалась в том, что любая новая война пойдет только на пользу Германии и что прекращение демилитаризации Рейнской области может быть только благом, открыв дверь для начала новой войны. Он считал такое отношение крайне недальновидным, саморазрушительным и глупым, даже с узкогерманской точки зрения. Вайнберг отметил, что Германия потеряла свою независимость в 1945 году и гораздо большую территорию под линией Одер — Нейсе, которая была введена в том году, чем она когда-либо имела при Версале. Учитывая миллионы убитых и разрушение её городов, он считал, что с немецкой точки зрения лучшим, что можно было сделать, было бы принять Версаль, а не начинать новую войну, которая закончилась тем, что Германия была полностью разгромлена, разделена и оккупирована.